# Три мускетара
Три мускетара (фр. Les trois mousquetaires) јесу најпознатије дело Александра Диме Оца. Говори о пустоловини тројице краљевих мускетара: Арамиса, Портоса и Атоса и новајлије Д'Артањана, младог Гаскоњца.
Роман је објављен 1844. године, пар година пре избијања Француске револуције.

## Порекло
Дима представља свој роман као један у низу пронађених рукописа, претварајући порекло своје романсе у малу сопствену драму. У предговору, он говори да је инспирисан сценом у Mémoires de Monsieur d'Artagnan (1700), историјском роману Гатјен де Кортилз де Сандрас, који је штампао Пјер Руж у Амстердаму, а који је Дума открио током свог истраживања за своју историју Луја XIV. Према Думи, такав утисак је оставио на њега инцидент у којем д'Артањан прича о својој првој посети господину де Тревилу, капетану мускетара и како је у предсобљу наишао на тројицу младих Беарнеза по имену Атос, Портос и Арамис, да је наставио да истражује. То је истина – остало је фикција: Коначно је пронашао имена тројице мускетара у рукопису под насловом Mémoire de M. le comte de la Fère, etc. Дума је „тражио дозволу“ да поново штампа рукопис; дозвола је дата:
Дакле, ово је први део овог драгоценог рукописа који нудимо нашим читаоцима, враћајући му наслов који му припада и упуштајући се у ангажман да ако (у шта не сумњамо) овај први део оствари успех који заслужује, други ћемо одмах објавити.
У међувремену, пошто су кумови, такорећи други очеви, молимо читаоца да положи на наш рачун, а не Комт де ла Фереов, задовољство или муку коју може доживети.
Пошто смо ово схватили, наставимо са нашом причом.

Аутор је у роману описао догађаје који су претходили револуцији, па је тако писао о неправдама које су се тада догађале, о злоупотребама и другим нелогичним и дискутабилним догађајима тог периода. На тај начин, роману је додао и политичку ноту, описујући лоше односе између француских републиканаца и монархиста. Отац аутора, Томас Александар Дима био је цењени генерал у војсци француских републиканаца за време Француске револуције.

## Кратки садржај
Димина верзија приче приказује авантуре младог мускетара д'Артањана и његових пријатеља у периоду од 1625. године до 1628. године умешаних у интриге краља Луја XIII, његовог моћног саветника, кардинала Ришељеа, прекрасне краљице Ане Аустријске, њеног љубавника, војвода од Бакингема и догађаје у тврђави Ла Рошел. У интригу се уплиће мистериозна госпа Де Винтер (за коју касније сазнајемо да је Атосова супруга) и Ришељеова десна рука, војвода од Рошфора.

## Издања
Дело Три мускетара је преведено у три енглеске верзије до 1846. Једна од њих, по Вилијаму Бароу (1817–1877), је још увек у штампи, прилично је верна оригиналу, и доступна у издању Оксфорд Ворлдс класика из 1999. године. Да би се ускладили са енглеским стандардима из 19. века, све експлицитне и многе имплицитне референце на сексуалност су уклоњене, што је негативно утицало на читљивост неколико сцена, као што су сцене између д'Артањана и Милејди.
Један недавни енглески превод је урадио Ричард Певир (2006), који, иако аплаудира Бароуовом раду, наводи да су већина савремених превода доступних данас „уџбенички примери лоших преводилачких пракси“ који „дају својим читаоцима изузетно искривљену представу о Димином писању“.

## Адаптације

### Филм
- Три мускетара (1921), адаптација немог филма са Дагласом Фербанксом у главној улози.[7]
- Три мускетара (1939), адаптација музичке комедије у којој глуме Дон Амичи и браћа Риц.
- Три мускетара (1948), адаптација из 1948. са Ван Хефлином, Ланом Тарнер, Џун Алисон, Анђелом Ленсбери и Џином Келијем у главним улогама.[8]
- Три мускетара (1973), адаптација Ричарда Лестера у којој глуме Оливер Рид, Франк Финлеј, Ричард Чемберлен и Мајкл Јорк. Ово је била само прва половина Думиног романа, а остатак се појавио у Четири мускетара следеће године.
- Д'Артањан и три мускетара (1978), популарни совјетски мјузикл са Михаилом Бојарским
- Три мускетара (1993), Дизнијева адаптација из 1993. у којој глуме Чарли Шин, Кифер Сатерленд, Оливер Плат и Крис О’Донел.[9]
- The Musketeer, филм из 2001.
- Три мускетара (2011), у режији Пола В. С. Андерсона, са Луком Евансом, Рејем Стивенсоном и Милом Јововић у главним улогама.[10]

### Телевизија
Роман је адаптиран за телевизију у виду игране форме и у анимацији.
- Аниме о три мускетара, аниме адаптација из 1987. студија

#### Играна форма
Би-Би-Си је адаптирао роман у три наврата.
- Три мускетара, адаптација Би-Би-Сија из 1954. у шест 30-минутних епизода, у којима глуме Лоренс Пејн, Роџер Делгадо, Пол Витсан-Џонс и Пол Хансард
- Три мускетара, адаптација Би-Би-Сија из 1966. у десет епизода од 25 минута, у режији Питера Хамонда са Џеремијем Бретом, Џеремијем Јангом и Брајаном Блеседом у главним улогама.
- Мускетари, серија Адријана Хоџеса из 2014. године је најновија адаптација Би-Би-Сија[11] са Томом Бурком, Сантјагом Кабрером, Хауардом Чарлсом и Луком Пасквалином као титуларним мускетарима.

### Позорница
Године 2006, адаптација Кена Лудвига је премијерно приказана у Бристол Олд Вику. У овој верзији, д'Артањанова сестра Сабин, „типска мушкарача“, позира као младић и учествује у авантурама свог брата.
Године 2018, Дукес су извели продукцију на променади на отвореном у Вилијамсон парку, Ланкастер, коју је адаптирала Хети Нејлор: у овој верзији д'Артањан је била млада жена која је тежила да буде мускетар.

### Видео игре и друштвене игре
Године 1995, издавач У.С. Голд је објавио Touché: The Adventures of the Fifth Musketeer од стране развијача видео игара Клипер софтвера, класичну авантуристичку игру типа покажи и кликни. Године 2005, шведски програмер Легендо Ентертејмент објавио је платформску игру The Three Musketeers са бочним померањем за Виндоус XP и Виндоус Виста. У јулу 2009, верзија игре је објављена за WiiWare у Северној Америци и Европи под насловом The Three Musketeers: One for All!. Године 2009, канадско предузеће Динго Гејмс је самостално објавио The Three Musketeers: The Game за Виндоус и Mac OS X. То је прва игра која је заиста заснована на роману (утолико што блиско прати причу романа). Године 2009, такође је објављена асиметрична тимска друштвена игра The Three Musketeers "The Queen's Pendants" (Настольная игра "Три мушкетера") француског дизајнера Паскала Бернара руског издавача Звезда. Године 2010, Истари и Рио Гранде су објавили кооперативну игру под називом „Mousquetaires du Roy“. Алтернативни правопис речи „Roy“ је преузет из старог француског и судећи по неким трендовима преферентан је у односу на уобичајени правопис, јер издавачи желе да имају слово „Y“ у називу игара које објављују. Дизајнирана од стране Франсоа Комба и Жила Лемана за 1-5 играча, средње тешка игра приказује потрагу ради повраћаја краљичиних дијаманата, док се у исто време одбија од катастрофа у Паризу. Шесто проширење за играча, под називом „Тревил“, такође је постало доступно 2010. године.
У 2010. години, Ануман Интерактиве је лансирао Три мускетира, игру са скривеним предметима за PC и MAC. Играчи прате д'Артањана у његовим настојањима да постане краљев мускетар.

### Веб серије
КиндаТВ је 2016. године покренула веб серију засновану на причи о Три мускетара под називом „Сви за једног“. Прича прати групу студената, углавном Дороти Каслмор и усредсређена је на сестринство - Ми Сигма Тета (МСТ). Већина ликова је супротног пола у односу на оригиналну причу, мада је већина имена ликова заснована на оригиналним ликовима.

### Аудио драма
У септембру 2019. Амазон је објавио Три мускетара: оригинална аудио драма, која прати причу књиге испричану из Милејдине перспективе.
У априлу 2021. године, Аудио друштво Дурам универзитета је почело да објављује прву сезону DUADS-ових Три мускетара. Емисија је првобитно емитована на студентској радио станици Перпл Радио Дурам универзитета, а потом је номинована и добила неколико локалних награда. Емисија остаје верна догађајима из романа, али додаје неколико авантура и додирује додатне теме, укључујући ЛГБТ теме. Прва сезона покрива први том књиге, потрагу за краљичиним дијамантима. Друга и трећа сезона су у припреми.
У мају 2022, Радио Мирчи колкатска станица емитовала је Три мускетара у бенгалској верзији, коју је превео Раџарши Гупта за Мирчијев Недељни суспензијски програм. Наратор је Дипанџан Гош. Д'Артањану је глас дао глумац Рвитоброто Мукерџи. Атос је озвучио Гаурав Чакрабарти, Портоса Агни, Арамиса Сомак, краља Луја XIII Сајак Аман и кардинала Ришељеа Мир Афсар Али.